# 桜井町 (名古屋市)
桜井町（さくらいちょう）は、愛知県名古屋市昭和区の地名。

## 歴史

### 沿革
- 1931年（昭和6年）4月1日 - 中区御器所町の一部により、同区桜井町として成立[1]。
- 1937年（昭和12年）10月1日 - 昭和区成立に伴い、同区桜井町となる[1]。
- 1941年（昭和16年）8月15日 - 御器所町の一部が編入される[1]。
- 1972年（昭和47年）8月1日 - 鶴舞四丁目・御器所三丁目に編入され消滅[1]。